# Meczet Hajdara Paszy w Nikozji
Meczet Hajdara Paszy w Nikozji – galeria sztuki w Nikozji wzniesiona w XIV wieku jako jednonawowy gotycki kościół św. Katarzyny. Brytyjski dyplomata Harry Charles Luke opisywał ten budynek jako najdoskonalszą budowlę gotycką na Cyprze.
Kościół wzniesiono z żółtego piaskowca jako część żeńskiego kompleksu klasztornego w końcu XIV wieku, jednak nie został on ukończony do czasu osmańskiego podboju wyspy. W czasie budowy była to druga pod względem wielkości świątynia w mieście po katedrze. W północnej części budowli znajduje się pomieszczenie, którego wysokość przewyższa nawę. Prawdopodobnie jest to nieukończona wieża kościelna.
Po podboju wyspy Osmanowie przekształcili kościół w meczet, m.in. dobudowano wówczas minaret, ale nie na fragmentach nieukończonej wieży, a w narożniku południowo-zachodnim. Przebudowę na meczet przetrwało kilka z obecnych w budowli rzeźb, m.in. te zdobiące trzy wejścia do budowli. Wejście południowe zostało ozdobione herbem dynastii cypryjskiej, zachodnie jest dekorowane motywami róż i smoków, a północne wizerunkiem nagiej kobiety trzymającej rybę i kukłę smoka. Do dziś zachowały się także gargulce. Turcy usunęli jedynie ołtarz, ławki i nagrobki umieszczone w posadzce, a ściany pokryli gipsem, maskując znajdujące się tam dekoracje.
Z czasem budynek przestał służyć jako meczet. W latach 50. XX w. mieściło się w nim biuro rejestracji ślubów. W latach 1986–1991 przeprowadzono remont budynku. W 1994 roku ponownie zmienił przeznaczenie, stając się galerią sztuki.